# Beautiful Trauma (Lied)
Beautiful Trauma (englisch für „Schönes Trauma“) ist ein Lied der US-amerikanischen Popsängerin Pink aus dem Jahr 2017.

## Entstehung und Veröffentlichung
Das Lied wurde von der Interpretin Alecia Moore (Pink) selbst, zusammen mit dem Koautoren Jack Antonoff, geschrieben beziehungsweise komponiert. Antonoff zeichnete zudem auch für die Produktion verantwortlich.
Die Erstveröffentlichung von Beautiful Trauma erfolgte als Single am 28. September 2017 bei RCA Records. Diese erschien als digitaler Einzeltrack zum Download und Streaming. Am 13. Oktober 2017 erschien das Lied als Teil von Pinks siebten, gleichnamigen Studioalbum (Katalognummer: 88985 47469-1), dessen zweite Singleauskopplung es ist. Im Januar 2018 erschien zudem eine digitale Remix-EP mit vier verschiedenen Remixversionen des Liedes (Katalognummer: 886446940052).

## Musikvideo
Das Musikvideo entstand unter der Regie von R.J. Durell und Nick Florez sowie unter der Mitwirkung der Schauspieler Channing Tatum und Nikki Tuazon. Bis Januar 2025 zählte es über 178 Millionen Aufrufe auf der Videoplattform YouTube.

## Kommerzieller Erfolg

### Chartplatzierungen
| ChartsChartplatzierungen       | Höchstplatzierung | Wochen |
| ------------------------------ | ----------------- | ------ |
| Deutschland (GfK)              | 80 (6 Wo.)        | 6      |
| Österreich (Ö3)                | 45 (9 Wo.)        | 9      |
| Schweiz (IFPI)                 | 46 (13 Wo.)       | 13     |
| Vereinigte Staaten (Billboard) | 78 (15 Wo.)       | 15     |
| Vereinigtes Königreich (OCC)   | 25 (17 Wo.)       | 17     |

### Auszeichnungen für Musikverkäufe
| Land/Region                  | Auszeichnungen für Musikverkäufe (Land/Region, Auszeichnung, Verkäufe) | Verkäufe  |
| ---------------------------- | ---------------------------------------------------------------------- | --------- |
| Australien (ARIA)            | 3× Platin                                                              | 210.000   |
| Brasilien (PMB)              | Gold                                                                   | 20.000    |
| Dänemark (IFPI)              | Platin                                                                 | 90.000    |
| Kanada (MC)                  | 2× Platin                                                              | 160.000   |
| Neuseeland (RMNZ)            | Platin                                                                 | 30.000    |
| Polen (ZPAV)                 | Platin                                                                 | 20.000    |
| Schweiz (IFPI)               | Gold                                                                   | 10.000    |
| Vereinigtes Königreich (BPI) | Platin                                                                 | 600.000   |
| Insgesamt                    | 2× Gold · 9× Platin ·                                                  | 1.140.000 |

Hauptartikel: Pink (Musikerin)/Auszeichnungen für Musikverkäufe